# Enana de la Osa Menor
La Galaxia Enana de la Osa Menor es una galaxia satélite de la Vía Láctea, cuyo nombre proviene de la constelación en donde se encuentra, la Osa Menor. Con un diámetro de aproximadamente 2000 años luz, se encuentra a 200.000 años luz de la Tierra. Es una galaxia enana esferoidal, una de las más tenues que se conocen.
Descubierta en 1954 por A. G. Wilson es la quinta galaxia más próxima a nuestra galaxia. Un estudio realizado con el telescopio espacial Hubble indica que la galaxia es tan antigua como el cúmulo globular M92 y la propia Vía Láctea. La población estelar mayoritaria está formada por estrellas viejas y de baja metalicidad.